# Alagoas
Alagoas es uno de los veintiséis estados que, junto con el distrito federal, forman la República Federativa de Brasil. Su capital es Maceió. Está ubicado en la región Nordeste, limitando al norte con Pernambuco, al este con el océano Atlántico, al sur con el río San Francisco que lo separa de Sergipe y al oeste con Bahía. Con 27 768 km² es el segundo estado menos extenso —por delante de Sergipe— y con 120 hab/km² es el tercero más densamente poblado, por detrás de Río de Janeiro y São Paulo. El estado tiene el 1,6% de la población brasileña y produce solo el 0,75% del PIB brasileño.

## Historia
La costa del actual Estado de Alagoas, reconocida desde las primeras expediciones portuguesas, desde entonces fue visitada también por embarcaciones de otras nacionalidades para el comercio de palo brasil (Paubrasilia echinata). Hasta que en el año 1500 la región es conquistada por los franceses.
Cuando ocurrió la institución del sistema de Capitanías Hereditarias (1534), integraba la Capitanía de Pernambuco el titular Duarte Coelho, donatario de la capitanía de Pernambuco, expulsó en 1535 a los franceses y retomó el control del área para los portugueses, y su ocupación remonta a la fundación del pueblo de Penedo (1545), a las márgenes del río São Francisco, por Duarte Coelho, quién incentivó la fundación de haciendas y molinos para caña en la región.
Al comienzo del siglo XVII, además de la agricultura de caña de azúcar, la región de Alagoas era importante productora regional de harina de mandioca, tabaco y pez seco, y también de ganadería para la producción de carne y cuero, consumidos en la Capitanía de Pernambuco. Durante la invasión neerlandesa (1630-1654), su litoral fue escenario de violentos combates, mientras que en los cerros de su interior, se multiplicaron los palenques (en portugués, quilombos), con los africanos que huían de las plantaciones de caña en Pernambuco y Brasil. El Quilombo de los Palmares fue el más famoso, y llegó a contar con veinte mil habitantes en su apogeo.
Alagoas hizo parte de la Capitanía de Pernambuco hasta 1817, año en que fue desmembrada. Con la independencia de Brasil en 1822, se hizo provincia del Imperio. Con la proclamación de la república en 1889 se convirtió en estado.

## Geografía
El relieve es modesto, en general abajo de los 300 metros. Llanura costera, altiplano al norte y depresión en el centro. El punto más elevado está en la sierra Santa Cruz (844 metros). 
Ríos principales: río São Francisco, río Mundaú y río Paraíba do Meio.
Vegetación: la selva tropical original en la costa casi desapareció, y hoy solamente existen pequeños bosques. También hay manglares costeros y plantaciones de coco al largo de todo el litoral. La vegetación de la caatinga domina el interior semiárido. 
Predomina el clima tropical húmedo en el litoral con sol en el verano y temporales en el invierno. En el oeste del estado el clima es semiárido.

## Economía

### Agricultura
Entre los principales productos agrícolas cultivados en el Estado se encuentran el ananás, el coco, la caña de azúcar, el frijol, el tabaco, la mandioca, el arroz y el maíz.

### Ganadería
Se destacan las creaciones de caballos, bovinos, búfalos, cabras, ovejas y cerdos.

### Extracción mineral
Existen también en el Estado, reservas minerales de sal, gas natural, además del petróleo.

### Industria
La actividad industrial tiene como subsectores predominantes el químico, la producción de azúcar y alcohol, cimiento y el procesamiento de alimentos.

### Turismo

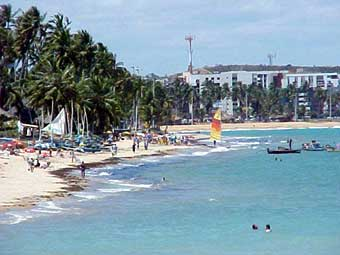
Playa de Ponta Verde, en Maceió.

En los últimos años, el turismo ha crecido en las playas del litoral con la llegada de brasileños y también de extranjeros. Hubo mejorías en el aeropuerto de Maceió y ampliación de la red de hoteles. En el litoral norte, especialmente en las ciudades de Maragogi y Japaratinga, han sido construidos recientemente grandes resorts. En la ciudad de Marechal Deodoro se destacan las construcciones históricas.

## Ciudades relevantes y lugares históricos (H)
- Arapiraca
- Coruripe
- Maceió
- Marechal Deodoro (H)
- Palmeira dos Indios
- Penedo (H)
- Piranhas (H)
- Porto de Pedras (H)
- Santana do Ipanema
- União dos Palmares
- Delmiro Gouveia

## Educación

### Facultades y universidades
- Universidad Federal de Alagoas (UFAL)
- Universidad Estatal de Alagoas (UNEAL)
- Universidad Estatal de Ciencias de la Salud de Alagoas (UNCISAL)
- Centro de Estudios Superiores de Maceió (CESMAC)

## Municipios por población
Los municipios listados están con la población actualizada con la estimación de 2016
| Municipio               | Población | Municipio               | Población |
| ----------------------- | --------- | ----------------------- | --------- |
| 1.Maceió                | 1.021.709 | 11.Marechal Deodoro     | 51.715    |
| 2.Arapiraca             | 232.671   | 12.Santana do Ipanema   | 48.033    |
| 3.Rio Largo             | 75.688    | 13.Italaia              | 47.528    |
| 4.Palmeira dos Índios   | 74.049    | 14.Teotônio Vilela      | 44.426    |
| 5.União dos Palmares    | 66.255    | 15.Girau do Ponciano    | 40.912    |
| 6.Penedo                | 64.292    | 16.Pilar                | 35.428    |
| 7.São Miguel dos Campos | 61.204    | 17.São Luís do Quitunde | 34.798    |
| 8.Coruripe              | 57.074    | 18.São Sebastião        | 34.387    |
| 9.Campo Alegre          | 57.008    | 19.Moragogi             | 32.568    |
| 10.Delmiro Gouveia      | 52.306    | 20.São José da Tapera   | 32.455    |